# James W. Fifield Jr.
James William Fifield Jr. (5 de junio de 1899 - 25 de febrero de 1977) fue un ministro congregacional estadounidense que dirigió la Primera Iglesia Congregacional en Los Ángeles. Fue cofundador y presidente de la organización conservadora de libre mercado Spiritual Mobilization.

## Primeros años
Fifield nació en Chicago y creció en Kansas City, Misuri, donde su padre era un ministro congregacional. Después de haber servido en la infantería durante la Primera Guerra Mundial, recibió una Maestría en Artes de la Universidad de Chicago en 1921. En 1924, obtuvo una "Licenciatura en Divinidad" licenciado en el Seminario Teológico de Chicago y fue ordenado ministro.

## Primera Iglesia Congregacional en Los Ángeles
Fifield recibió un título honorario de Doctor en Divinidad del Seminario Teológico de Chicago en 1934. Al año siguiente, se mudó a Los Ángeles para dirigir la Primera Iglesia Congregacional.
La Primera Iglesia Congregacional estaba en ese momento muy endeudada debido a los costos de un edificio de estilo catedral que tenía una torre de 176 pies de altura, más de 100 habitaciones, auditorios y un gimnasio. La iglesia tenía 1.500 miembros a la llegada de Fifield, pero después de que Fifield inició un gran aumento en las actividades, la membresía aumentó a más de 4.500 a principios de la década de 1940 y la deuda se pagó en 1942.
Los miembros de la Primera Iglesia Congregacional estaban en su mayoría entre los ricos, lo que le dio a Fifield el sobrenombre de "El Apóstol de los Millonarios".
La Iglesia de 1937 a 1942 pagó una cantidad sustancial de dinero a la Movilización Espiritual.
Fifield se opuso firmemente a la fusión de las Iglesias cristianas congregacionales con la Iglesia Evangélica y Reformada para formar la Iglesia unida de Cristo. La fusión fue aprobada por una clara mayoría del consejo general de las iglesias congregacionales en 1949, y Fifield se convirtió en parte del movimiento minoritario que trató de detener la fusión. La fusión se completó en 1957 .

## Movilización espiritual
En 1935, Fifield Jr. cofundó "Mobilization for Spiritual Ideas" con el presidente de Carleton College Donald J. Cowling y William Hocking. la organización político-religiosa de Fifield fue fundada por Fifield en 1935. Se convirtió en su presidente; su ideología ha sido descrita por Kevin M. Kruse y otros como libertarismo cristiano. "Libertad bajo Dios" fue una frase muy utilizada por Fifield y la organización. El mensaje se dirigió principalmente a los ministros y laicos congregacionales, presbiterianos y episcopales a través de programas de radio y televisión y una revista mensual "Faith and Freedom" con William Johnson como editor y James C. Ingebretsen como un colaborador importante.
Fiefield y la organización atrajeron la atención del filántropo J. Howard Pew y el expresidente Herbert Hoover a quien Fifield conoció y con quien mantuvo correspondencia.
En 1940, Fifield pronunció un discurso ante la Asociación Nacional de Manufacturas en el Waldorf Astoria Nueva York donde elogió el capitalismo y los líderes empresariales, mientras denunciaba a Franklin D. Roosevelt y al New Deal. El discurso, que subrayó que los líderes cristianos y los argumentos religiosos eran cruciales en el esfuerzo por promover una agenda de libre mercado, fue excepcionalmente bien recibido.
En 1949, Spiritual Mobilization comenzó a transmitir un programa de radio corto llamado "The Freedom Story". A fines de 1951, el programa, que incluía breves declaraciones de Fifield, se transmitía en más de 800 estaciones de radio.
En 1951, la Liga Antidifamación exigió una disculpa de Fifield después de que declarara falsamente en un programa que "era un asunto de registro histórico que Benjamin Franklin denunció a los judíos en la Convención Constitucional en 1787". En otras ocasiones, Fifield y su organización también fueron acusados de racismo y antisemitismo. Hizo una campaña con éxito para eliminar el material de la UNESCO del uso en las escuelas de Los Ángeles.

## Premios
Fifield recibió un título honorario de Doctor en Divinidad del Seminario Teológico de Chicago en 1934.